# Antonio Caballero y Góngora
Pour les articles homonymes, voir Gongora (homonymie).
Antonio Caballero y Góngora, né le 23 mai 1723 à Priego de Córdoba et mort le 24 mars 1796, est un archevêque catholique espagnol et Vice-roi de la Nouvelle-Grenade.

## Biographie

### En Espagne et en Nouvelle-Espagne
Antonio Caballero est né dans une famille hidalgo de Cordoue, fils de Juan Caballero y Espinar et Antonia de Góngora. Il étudie d'abord à Cordoue. À l'âge de 15 ans, il reçoit une bourse pour étudier la théologie au collège de San Bartolomé y Santiago en Grenade. Il continue ses études au collège impérial de Santa Catalina, obtenant son diplôme en 1744. Il est ordonné prêtre le 18 septembre 1750. Durant cette période, il écrit une biographie du poète grenadien José Antonio Porcel y Salablanca.
En 1753, il est nommé au chapitre de la cathédrale de Cordoue, où il reste jusqu'à 1775. Il est un homme cultivé et un amoureux des arts. Il collectionne des peintures de Velázquez, Rubens, Titien, etc., et sa bibliothèque contenait les plus récents travaux dans toutes les branches de la connaissance. Il est aussi numismate.
Au printemps 1776, Antonio Caballero embarque pour Cuba avec son neveu Manuel Torres, puis est consacré évêque de Mérida au Yucatán dans la vice-royauté de Nouvelle-Espagne.
Il prend avec lui 38 caisses de livres des riches bibelots, des peintures et des pièces. Il réorganise le collège de San Pedro, qui était tombé dans de rudes temps depuis l'expulsion des Jésuites.

### Archevêque de Bogotá
En 1777, il est nommé archevêque de Santa Fé de Bogotá, en Nouvelle-Grenade, par le roi Charles III, et il est confirmé par le pape. Il arrive sur place le 5 mars 1778. Il y travaille pour pacifier la Révolte des Comuneros. Il est remercié par le roi pour ses services et nommé membre de l'Ordre de Charles III et vice-roi de la colonie de Nouvelle-Grenade.
Il fait un très important travail pastoral. Il réforme le système des dîmes et fonda le siège épiscopal de Mérida (Venezuela) et Cuenca (Quito).
Il n'arrive cependant pas à en fonder à Antioquia et à placer le diocèse de Panama sous la juridiction de Bogotá (au lieu de Lima). Pas plus il n'arrive à organiser le conseil provincial de Nouvelle-Grenade, comme il l'espérait.
En 1780, la Révolte des Comuneros éclate en Nouvelle-Grenade, presque en même temps que la révolte de Túpac Amaru au Pérou. C'est largement une réaction contre le nouveau système de taxes ordonné par Charles III. Pour instituer ces réformes, la Couronne envoie Juan Francisco Gutiérrez de Piñeres dans la colonie en 1777, avec le titre de visitador (inspecteur). Il établit alors un monopole sur le tabac, interdisant sa culture dans certaines régions, comme les provinces de Socorro et Chiriquí. Il établit également des taxes sur les jeux de cartes et le brandy, organisant le bureau des taxes et développant des bureaux de clientèles à Carthagène des Indes et Bogotá.
La révolte commence à Simacota et inclut métis, criollos et indigènes. Environ 20 000 hommes marchent sur la capitale en demandant la suppression des nouvelles taxes, battant les troupes royales sur leur route.
Le vice-roi Manuel Antonio Flores a quitté la capitale pour Carthagène pour la défendre contre une attaque probable des Anglais/ Le Visitador Gutiérrez de Piñeres est forcé de fuir devant les Comuneros. L'Audiencia et l'archevêque forment une délégation pour des pourparlers avec les rebelles. L'entretien a lieu à Zipaquirá, à seulement 60 km de la capitale.
Les rebelles réclament la fin des nouvelles taxes et la réduction des anciennes. L'archevêque Caballero convainquit les membres de l'Audiencia d'accepter ces demandes. Un accord est signé le 7 juin 1781, et l'archevêque jure sur les évangiles de les maintenir. Les rebelles se dispersent. Toutefois, une fois de retour à Bogotá l'Audiencia et l'archevêque renoncent à l'accord. Les Comuneros se soulèvent à nouveau, mais avec moins de succès. Ils sont violemment réprimés et leurs chefs arrêtés et exécutés.
Le vice-roi Manuel de Flores démissionne le 26 novembre 1781 et est remplacé par Juan de Torrezar Díaz Pimienta, gouverneur de Carthagène. Toutefois ce dernier meurt le 11 juin 1782, seulement quelques jours après son arrivée à la capitale. Il a participé à un banquet organisé par Caballero et certains disent qu'il l'aurait fait empoisonner. Une lettre scellée ouverte après sa mort dicte que l'intérim serait effectué par l'archevêque.

### Vice-roi de la Nouvelle-Grenade
C'est à Caballero que revient la tâche de pacifier la vice-royauté. Il promulgue une amnistie garantie par le roi, améliore et augmente l'armée coloniale et envoie des missionnaires franciscains dans les provinces touchées pour appeler à la paix et à l'obéissance au roi. Il demande aussi à la Couronne d'abolir certaines réformes, comme la création des intendances dans la colonie. La Nouvelle-Grenade devient le seul territoire espagnol où ils n'étaient pas établis.
Ses efforts pour moderniser la vice-royauté sont de grande importance. Il stimule l'économie, l'industrie et les arts, il assiste grandement l'expédition royale de botanique de 1783, sous l'égide de José Celestino Mutis. En 1782 et 1783, il a maille à partir avec une épidémie de variole. En 1783 le caractère intérimaire de son office est enlevé et il devient vice-roi de son propre droit. En octobre 1784, il vient à Carthagène pour fixer les Autochtones dans les villes et pour arrêter une rébellion autochtone à Darién et pour promouvoir la colonisation à cet endroit. Ce dernier projet échoue. Il fonde de nouvelles missions à Casanare et San Martín.
En 1787, il demande à être relevé de ses fonctions, et le roi répond à sa requête dans l'année suivante. En 1788, il est nommé évêque de Cordoue. Il navigue pour l'Espagne en avril 1789. À Cordoue, il fonde l'école des Beaux-arts et offre sa collection à la ville. Il meurt là en 1796.
Le genre Gongora, un type d’orchidée, est nommé d'après lui.